# Irène Skobline
Irène Skobline est une actrice française. Elle tourne très peu - 3 films - et devient plus tard active dans le domaine de la guérison par le taoïsme

## Biographie
Par ailleurs, Irène Skobline est interrogée dans le documentaire L'Affaire Miller-Skobline (2004), un bonus du DVD Triple Agent d'Éric Rohmer, car elle est la nièce du général Nikolaï Skobline impliqué (soupçonné d'avoir organisé l'enlèvement du général Evguéniï Miller) dans cette affaire d'espionnage des années 1930 dont le film s'inspire.

## Filmographie
- 1972 : L'Amour l'après-midi d'Éric Rohmer : une vendeuse
- 1981 : Coup de torchon de Bertrand Tavernier : Anne, l'institutrice
- 1986 : Le Rayon vert d'Éric Rohmer